# 屈克图尔扎
屈克图尔扎（法語：Cuq-Toulza，法語發音：[kyk tulza]）是法国奥克西塔尼大区塔恩省的一个市镇，属于卡斯特尔区。

## 地理
屈克图尔扎（43°34'8"N, 1°52'59"E）面积23.05 平方千米，位于法国奧克西塔尼大區塔恩省，该省份为法国南部内陆省份，北起顺时针与阿韦龙省、埃罗省、奥德省、上加龙省和塔恩-加龙省接壤。
与屈克图尔扎接壤的市镇（或旧市镇、城区）包括：旺迪内勒河畔欧里亚克、勒卡巴尼亚勒、勒法热、阿居特、阿尔冈、康邦莱拉沃尔、拉克鲁瓦西耶、穆藏、佩绍迪耶、皮洛朗斯。

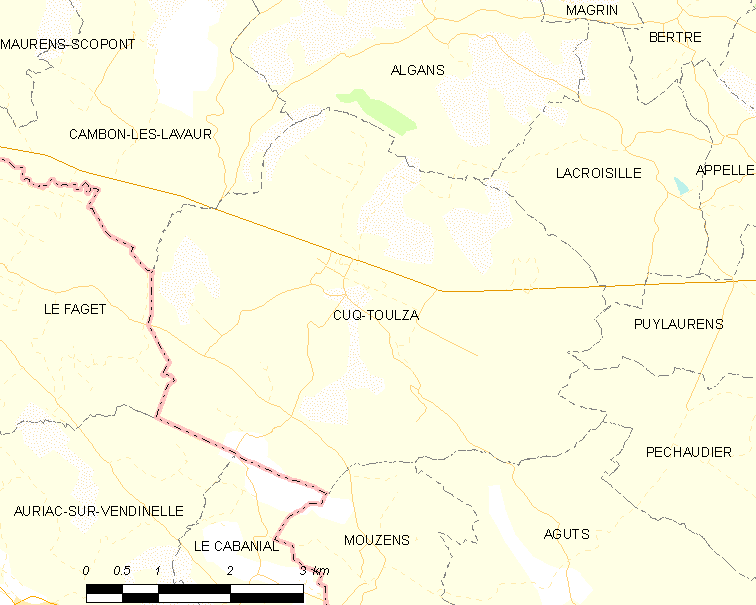
屈克图尔扎的OSM定位图

屈克图尔扎的时区为UTC+01:00、UTC+02:00（夏令时）。

## 行政
屈克图尔扎的邮政编码为81470，INSEE市镇编码为81076。

## 政治
屈克图尔扎所属的省级选区为拉沃尔-科卡涅县。

## 人口

1962-2008年间屈克图尔扎人口变化图示

屈克图尔扎于2022年1月1日时的人口数量为709人。